# 藤間勘章
藤間 勘章（ふじま かんしょう、本名：加藤辰夫、1916年1月5日 - 1998年3月17日）は愛知県名古屋市を中心に活動した、日本舞踊藤間勘右衛門派藤間流の日本舞踊家。旧満州出身。

## 経歴
4歳から日本舞踊を始める。1946年に旧満州から引き揚げる。1950年頃、名古屋市に居をうつす。名古屋で中京藤間一門会(勘右衛門派)を創設。1989年には初の立役に挑戦して成功、芸域を広げた。1998年2月1日、入院先から名古屋市で開催された門弟の会に駆けつけ、「山姥」を踊ったのが最後の舞台となった。
長く、中京藤間会会長として、亡くなるまで、中京地区の藤間流をまとめていた。主催の会「中京藤間をどり」（会場は御園座から中日劇場）では、毎回、創作舞踊を上演。「踊りの魔術師」「勘章マジック」と言われた。古典でも新演出をして、注目を集め、女形を中心に取り組む。中京五流舞踊公演は、第1回から亡くなる前年の1997年まで連続出演。

## 主な作品
- 吉野山→佐藤忠信を女忠信で上演
- 保名→「女保名」という外題で上演。芸者の扮装をしている。
- 法界坊（双面）→通常は常磐津の曲を、清元梅吉作曲のものを上演。
- 月→清元榮壽郎作曲の作品をアレンジ。
- 素踊りを群舞による振付に再構成した。他多数

## 受賞
平成2年度名古屋市芸術賞芸術特賞（1991年）

## 家族
- 長女（養子）：藤間式部（日本舞踊家）

## 参考資料
- 中日新聞
- 中京五流舞踊公演パンフレット